# Шкарада
Шкарада (пол. Szkarada) — село в Польщі, у гміні Санники Ґостинінського повіту Мазовецького воєводства.
Населення — 269 осіб (2011).
У 1975-1998 роках село належало до Плоцького воєводства.

## Демографія
Демографічна структура станом на 31 березня 2011 року:
|          | Загалом | Допрацездатний вік | Працездатний вік | Постпрацездатний вік |
| -------- | ------- | ------------------ | ---------------- | -------------------- |
| Чоловіки | 128     | 29                 | 82               | 17                   |
| Жінки    | 141     | 22                 | 76               | 43                   |
| Разом    | 269     | 51                 | 158              | 60                   |